# Hapoël Petah Tikva (handball)
L'Hapoël Petah Tikva est un club de handball situé à Petah Tikva en Israël. 

## Palmarès
Section masculine
- Championnat d'Israël (3) : 1966, 1967, 1970
- Coupe d'Israël (4) : 1964, 1965, 1974, 1990

Section féminine (sk)
- Championnat d'Israël (10) : 1989, 1991, 1996, 1997, 1998, 1999, 2001, 2002, 2004, 2006
- Coupe d'Israël (9) : 1991, 1993, 1997, 1998, 1999, 2001, 2002, 2003, 2004